# Ruppoldsried

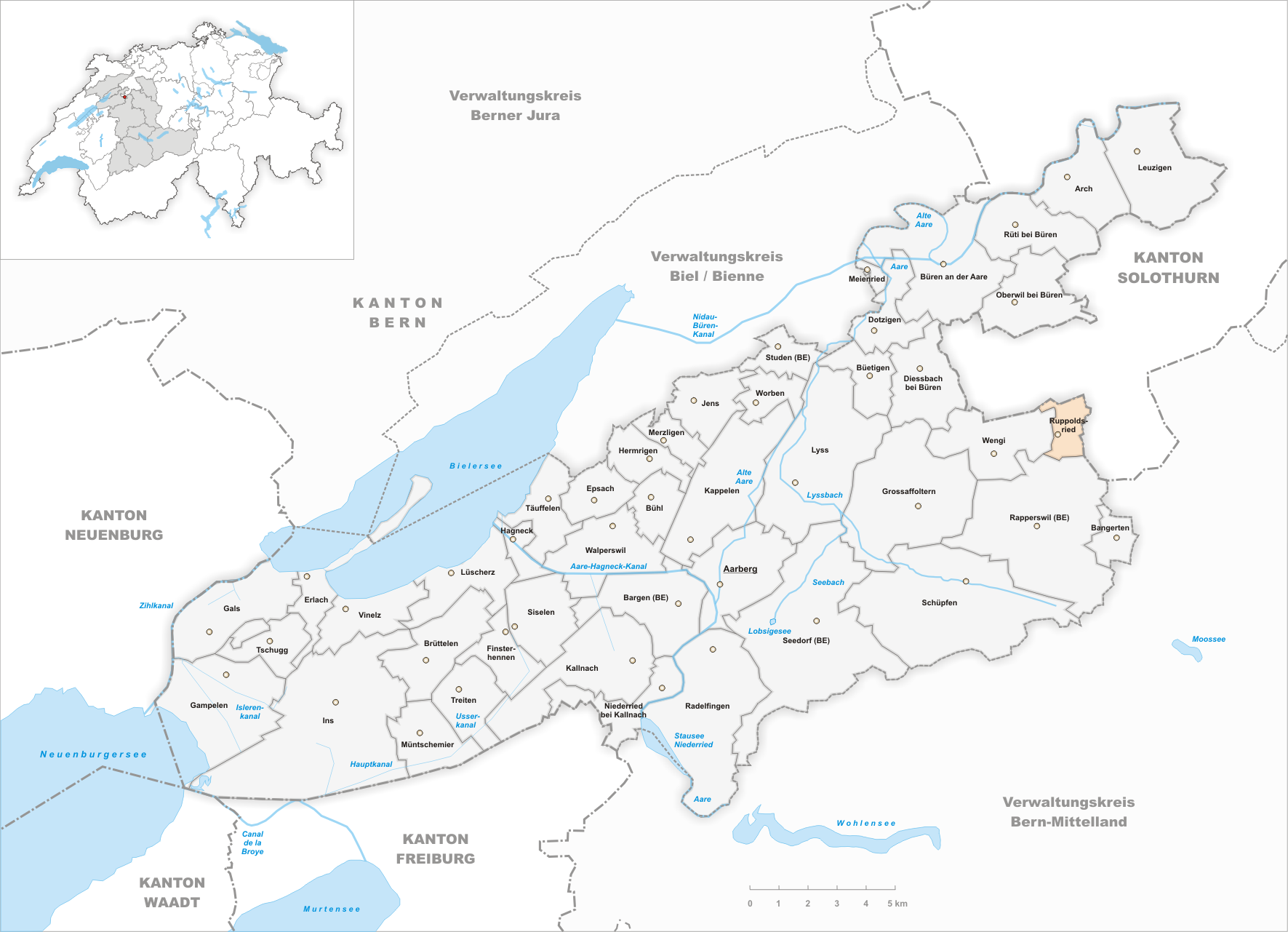
Gemeindestand vor der Fusion am 1. Januar 2013

Ruppoldsried ist eine Ortschaft in der politischen Gemeinde Rapperswil (BE) im Schweizer Kanton Bern. Bis zum 31. Dezember 2012 war Ruppoldsried eine eigene politische Gemeinde im Verwaltungskreis Seeland. Am 1. Januar 2013 fusionierte sie zur Gemeinde Rapperswil BE.

## Geographie
Ruppoldsried liegt auf 490 m ü. M., 15 Kilometer nördlich der Kantonshauptstadt Bern (Luftlinie). Das Bauerndorf erstreckt sich leicht erhöht am Südrand der Ebene des Limpachtals und am Nordfuss der Höhen des Rapperswiler Plateaus, im Schweizer Mittelland.
Die Fläche des 2,2 km² grossen ehemaligen Gemeindegebiets umfasst einen Abschnitt des Berner Mittellandes. Die nördliche Grenze verläuft zumeist entlang des kanalisierten Limpachs. Nur ein kleiner Anteil liegt nördlich dieses Kanals und reicht bis an den Fuss des Bucheggberges. Vom Limpach erstreckt sich der ehemalige Gemeindeboden südwärts über das rund 1 km breite Limpachmoos bis auf die angrenzende gewellte Landschaft des Rapperswiler Plateaus. Auf der Höhe des Freiholzes, das gegen Osten durch den Einschnitt des Hellgrabens begrenzt wird, befindet sich mit 550 m ü. M. der höchste Punkt von Ruppoldsried. Von der ehemaligen Gemeindefläche entfielen 1997 7 % auf Siedlungen, 13 % auf Wald und Gehölze, 79 % auf Landwirtschaft, und etwas mehr als 1 % war unproduktives Land.
Zu Ruppoldsried gehören der westlich der Dorfstrasse gelegene Teil des Weilers Eichholz (483 m ü. M.) am südlichen Rand des Limpachtals sowie einige Einzelhöfe. Nachbargemeinden von Ruppoldsried waren Rapperswil (BE) und Wengi im Kanton Bern sowie Messen im Kanton Solothurn.

## Bevölkerung
Mit 262 Einwohnern (Stand 31. Dezember 2012) gehörte Ruppoldsried zu den kleinen Gemeinden des Kantons Bern. Von den Bewohnern sind 98,0 % deutschsprachig, 1,6 % französischsprachig, und 0,4 % sprechen Portugiesisch (Stand 2000). Die Bevölkerungszahl von Ruppoldsried belief sich 1850 auf 316 Einwohner, 1900 noch auf 217 Einwohner. Im Verlauf des 20. Jahrhunderts pendelte die Bevölkerungszahl stets im Bereich zwischen 180 und 230 Personen. Seit 1990 (189 Einwohner) wurde wieder eine deutliche Bevölkerungszunahme verzeichnet.

## Politik
Die Wähleranteile der Parteien anlässlich der Nationalratswahlen 2011 betrugen: SVP 45,8 %, BDP 19,8 %, SP 16,2 %, FDP 3,7 %, glp 3,6 %, EVP 3,0 %, GPS 2,7 %, parteifrei.ch 1,6 %, CVP 0,4 %, EDU 0,3 %.

## Wirtschaft
Ruppoldsried war bis in die zweite Hälfte des 20. Jahrhunderts ein vorwiegend durch die Landwirtschaft geprägtes Dorf. Noch heute haben der Ackerbau, der Obstbau sowie die Milchwirtschaft und Viehzucht einen wichtigen Stellenwert in der Erwerbsstruktur der Bevölkerung. Weitere Arbeitsplätze sind im lokalen Kleingewerbe und im Dienstleistungssektor vorhanden, unter anderem in einer Firma für landwirtschaftliche Geräte. In den letzten Jahrzehnten hat sich das Dorf zu einer Wohngemeinde entwickelt. Viele Erwerbstätige sind deshalb Wegpendler, die hauptsächlich in den grösseren Ortschaften der Umgebung sowie in der Agglomeration Bern und im Raum Solothurn arbeiten.

## Verkehr
Die ehemalige Gemeinde liegt abseits der grösseren Durchgangsachsen an einer Verbindungsstrasse von Bätterkinden nach Lyss. Die nächsten Anschlüsse an die Autobahn A6 (Bern–Biel) befinden sich rund 7 km vom Ortskern entfernt in Schüpfen, nur Richtung Biel und Münchenbuchsee, Richtung Bern und Biel. Durch die Postautokurse, welche die Strecke von Bern nach Messen und von Lyss nach Messen bedienen, ist Ruppoldsried an das Netz des öffentlichen Verkehrs mit Libero angebunden.

## Geschichte
Die erste urkundliche Erwähnung des Ortes erfolgte 1313 unter dem Namen Ruplisried. Später erschienen die Bezeichnungen Rupolsriet (1389), Rapoltzried (um 1400), Ruppelsried (1487), Ruplissried (1505), Ropolssried (1516), Rapolsried (1531) und Rippelszried (1577). Der Ortsname setzt sich aus dem althochdeutschen Personennamen Hrotbold oder Ratbold und dem Wort (h)riot (Schilfgras) zusammen. Er hat daher die Bedeutung von Ried des Hrotbold/Ratbold.
Im 13. Jahrhundert gelangte die Grundherrschaft über Ruppoldsried an die Johanniterkomturei in Münchenbuchsee. Seit 1406 oblag die Oberhoheit über das Gebiet bei Bern. Nachdem die Kommende 1528 säkularisiert worden war, wurde Ruppoldsried der Landvogtei Münchenbuchsee im Landgericht Zollikofen zugeteilt. Nach dem Zusammenbruch des Ancien Régime (1798) gehörte das Dorf während der Helvetik zum Distrikt Zollikofen und ab 1803 zum Oberamt Fraubrunnen, das mit der neuen Kantonsverfassung von 1831 den Status eines Amtsbezirks erhielt.
Bis am 31. Dezember 2012 war Ruppoldsried eine eigenständige Gemeinde.
Der ehemalige Name Ruplisried ist nicht zu verwechseln mit Rüplisried, einem Ortsteil von Mühleberg.

## Sehenswürdigkeiten
Im alten Ortskern sind zahlreiche charakteristische Bauernhäuser aus dem 18. und 19. Jahrhundert im bernischen Landstil erhalten. Ruppoldsried besitzt keine eigene Kirche, es gehört zur solothurnischen Pfarrei Messen.